# Deichpflicht
Die Deichpflicht oder Deichlast ist Bestandteil des Deichrechts. Die Deichpflicht dient der Erhaltung und Sicherung der Deiche.

## Früher
Die ordentliche Deichlast lag früher bei den Grundeigentümern mit Deichberührung. Dabei wurde der Deich, je nach Größe des Grundbesitzes, in Deichkabel unterteilt, die alleine von dem Grundeigentümer zu unterhalten waren. Die außergewöhnliche Deichlast wurde für Neubau, Deichverlegungen oder Brackverfüllungen genutzt. Diese wurde beispielsweise seit dem Jahr 1862 gerechtigkeitshalber durch Beiträge aller Grundstückseigentümer im Gebiet des Artlenburger Deichverbandes erfüllt. Weiterhin bestand die Pflicht zur Hilfe in Deichverteidigungsfällen.

## Heute
In Niedersachsen wurde mit der Verabschiedung des Niedersächsischen Deichgesetzes die Deichlast auf alle Grundeigentümer im geschützten Gebiet umgelegt und wird von den Deichverbänden ausgeübt. Weiterhin wird durch Verordnungen festgelegt, welche Verpflichtungen im Hochwasser- und Katastrophenfall greifen. So sind beispielsweise im Artlenburger Deichverband alle Bewohner des Verbandsgebietes verpflichtet, bei Schutzarbeiten zu helfen und Arbeitsgeräte, Beförderungsmittel und Baustoffe zur Verfügung zu stellen. Weiterhin sind die Grundeigentümer im Verbandsgebiet deichwachpflichtig.